# Alexandra Wong
Alexandra Wong Fung Yiu, in cinese 王鳳瑤 (Hong Kong, 16 maggio 1956), è un'attivista cinese di Hong Kong, conosciuta anche come Grandmother Wong, è giunta alla ribalta internazionale nel 2019 per aver sventolato una grande bandiera britannica nelle proteste a favore della democrazia. Scomparsa nell'agosto 2019 e tenuta segregata nella Cina continentale, è riemersa dopo 14 mesi in una conferenza stampa a Hong Kong. È stata nuovamente arrestata nel maggio 2021 mentre marciava da sola alla vigilia del 32º anniversario del massacro di Tienanmen.

## Biografia
Nata e cresciuta a Sham Shui Po, nella Hong Kong britannica. La città natale ancestrale di Wong è Maoming, Guangdong. Ha terminato l'istruzione superiore, specializzandosi in contabilità e musica, poi ha lavorato come revisore contabile. All'età di trent'anni si trasferì a Vienna, in Austria, per studiare musica vocale, poi visse brevemente negli Stati Uniti.
Dopo essere tornata a Hong Kong, si è offerta volontaria con la World Vision International a Shaanxi nel 2004, e ha comprato un appartamento a Shenzhen due anni dopo, sperando di viverci definitivamente. Tuttavia, mentre si offriva volontaria, ha scoperto che "la Cina continentale non è così semplice". (Cantonese:大陸唔係咁簡單) A quel punto ha iniziato il suo attivismo.

### Attivismo
Nel 2012 ha partecipato alle proteste anti-Morali e nazionali dell'Educazione. Dopo le proteste e una diagnosi di tumore al seno, si è presa del tempo libero dall'attivismo per un intervento chirurgico. È stata spesso vista durante il Movimento degli ombrelli nel 2014, quando, pur vivendo a Shenzhen, si recava a Hong Kong diverse volte alla settimana. 
Nel 2018, Wong ha partecipato al processo all'attivista Edward Leung - indossando lo slogan "Liberate Hong Kong" - 光復香 stampato sulla sua sciarpa e ha urlato "Hong Kong è diventata la Cina continentale", -cantonese:香ラ而ラ變咗大陸ラ) Il giudice l'ha esclusa dall'aula, ma le ha permesso di guardare il processo in diretta streaming nell'edificio. Il 7 marzo, fu giudicata colpevole di oltraggio alla corte e fu multata di 1.000 dollari. 

### Proteste e sparizioni del 2019
Dopo lo scoppio delle proteste contro il disegno di legge sull'estradizione di Hong Kong, Wong ha attirato l'attenzione per aver partecipato a dimostrazioni in cui sventolava la sua bandiera britannica. È scomparsa nell'agosto 2019 ed è stata portata via dalle forze di sicurezza. Il legislatore Eddie Chu ha chiesto dove si trovasse e le è stato detto dal Security Bureau che era "al sicuro". Al suo ritorno a Hong Kong nell'ottobre 2020, ha riferito di essere stata mandata a Shaanxi nel settembre 2019, dove ha subito un indottrinamento politico ed è stata costretta a cantare l'inno nazionale cinese mentre teneva la bandiera cinese; nello stesso tempo le veniva ripetutamente chiesto: "Perché sventoli la tua bandiera britannica? Tu sei cinese". Ha anche detto che non le è mai stata data una notifica formale delle accuse contro di lei e ha affermato di aver subito "abusi mentali". 
In un'intervista alla CNN nel novembre 2020, ha esortato i giovani hongkonghesi a iniziare una vita altrove, pur dicendo che è troppo tardi per una "vecchia" come lei fare la stessa cosa. Ha aggiunto che avrebbe continuato il suo attivismo perché sarebbe stato "impossibile" per lei stare zitta e ha dichiarato che non aveva paura di tornare in prigione. 
Nel marzo 2021, è stata intervistata da France24 a causa della sua presenza fuori dal tribunale poiché la legge sulla sicurezza nazionale relativa all'accusa di sovversione è continuata contro 47 attivisti arrestati a gennaio e accusati nel febbraio 2021. Wong ha esortato il popolo di Hong Kong a "uscire di nuovo e dire al mondo che continueremo a lottare per la libertà, la democrazia e la giustizia". 

### Nuovo arresto nel 2021
Il 30 maggio 2021 - dopo che il suo nome è circolato come possibile candidata al Premio Nobel per la Pace -  Wong è stata arrestata mentre marciava da sola alla vigilia del 32º anniversario del massacro di Tienanmen; in precedenza il governo aveva vietato ogni commemorazione.